# Kasutera

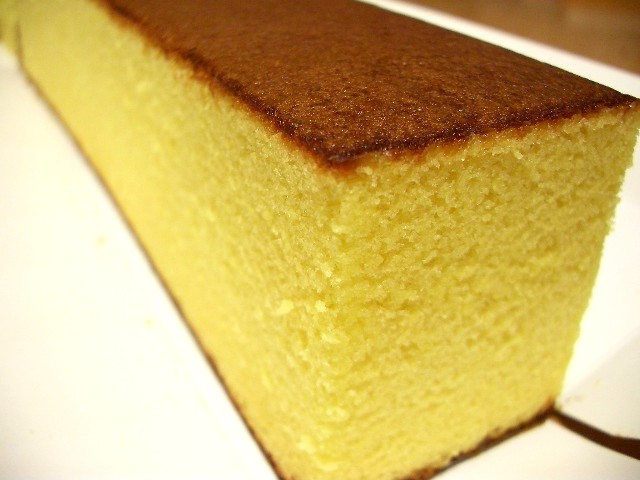
Nagasaki-kasutera

Kasutera (jap. カステラ z port. pão de Castella; „chleb kastylijski”, także supein no pan, „chleb hiszpański”) – rodzaj japońskiego, bardzo słodkiego ciasta biszkoptowego, przywiezionego do Japonii przez Portugalczyków w okresie Azuchi-Momoyama (1573–1603). Znane w Japonii jako specjalność Nagasaki.

## Historia
Ciasto kasutera zostało po raz pierwszy sprowadzone do Japonii przez portugalskich misjonarzy, marynarzy i kupców w XVI wieku, kiedy Nagasaki, położone na północno-zachodnim wybrzeżu wyspy Kiusiu (Kyūshū), było portugalską placówką handlową.
Dla portugalskich marynarzy ciastka castella były przydatne, gdyż można je było przechowywać przez dłuższy czas, co w czasie długich podróży z Europy miało istotne znaczenie. Z kolei kapłani chrześcijańscy oferowali ten biszkopt jako luksusowy prezent dla mieszkańców. Ciasto było znane w Portugalii jako pão de lo, ale zostało wprowadzone do Japonii jako „pão de Castella”, co fonetycznie przekształciło się na język japoński jako kasutera.
W okresie Edo (1603–1867) siogunat rodu Tokugawa prowadził politykę izolacjonizmu (sakoku), wprowadzając w latach 1633–1639 akty prawne, zakazujące kontaktów z Zachodem. Było to wynikiem walki z rosnącymi wpływami Portugalii i Hiszpanii, w tym katolickich misjonarzy. Ich działania powodowały wzrost liczby osób przechodzących na katolicyzm, zagrażały stabilizacji władzy i pokoju na wyspach japońskich. Zbudowano jednak w 1634 roku sztuczną wyspę portową w kształcie wachlarza o nazwie Dejima w mieście Nagasaki, czyniąc ją portem otwartym w latach 1634–1854 jedynie dla protestanckich kupców holenderskich.
Dejima nie jest dziś wyspą, ale dziedzictwo portugalskich pionierów, ciasto kasutera, jest nadal silnie związane z Nagasaki. Wysepka została uznana za narodowe miejsce historyczne w 1922 roku i od tego czasu odrestaurowano wiele historycznych budynków, w tym należących do najstarszych zakładów cukierniczych, jak Bunmeidō i Fukusaya (założona w 1624 r.).

## Wytwarzanie
Kasutera w wersji tradycyjnej ma konsystencję zbliżoną do gęstego, kruchego ciasta i nadal jest wytwarzana z tych samych podstawowych składników: mąki, cukru i jajek. Puszyste, wilgotne ciasto jest tradycyjnie pieczone w drewnianej ramie bez góry i bez dna, aby nadać ciastu charakterystyczną brązową i pozbawioną zmarszczek skórkę.
Kreatywność cukierników i lokalne tradycje doprowadziły jednak do stworzenia wielu rodzajów tego ciasta. Można spotkać odmianę „Syberia”, która składa się z warstwy słodkiej pasty z czerwonej fasoli (azuki) umieszczonej pomiędzy dwiema warstwami ciasta. Istnieje również „baby castella”, czyli wersja ciasta wielkości kęsa, a także odmiany wykorzystujące takie składniki, jak sproszkowana zielona herbata, brązowy cukier i miód.

## Nagasaki-kasutera
Wyjątkową cechą tradycyjnej i najsłynniejszej marki Nagasaki-kasutera (Nagasaki Castella) jest chrupiąca konsystencja dolnej skórki, która pochodzi z drobno zmielonych kryształków brązowego cukru, które opadają na dno ciasta. Złocistobrązowy wierzch składa się z karmelizowanej polewy lub miodu, tradycyjnie nie używa się masła ani oleju. Jednym z rodzajów jest oranda-kēki (Hollander Cake), do pieczenia którego oprócz tradycyjnego ciasta kasutera dodaje się wysokiej jakości kakao, a z wierzchu posypuje się orzechami włoskimi i rodzynkami.
Ciasto jest wyrabiane ręcznie przez doświadczonych pracowników, łączone z jajkami, cukrem, gęstym syropem ryżowym. Fukusaya słynie z kryształków granulowanego cukru (zarame) pozostających na spodzie ciasta nawet po wymieszaniu.
W 1995 roku wydawnictwo Heibonsha opublikowało bogato ilustrowaną książkę o firmie Fukusaya. W kontekście produkcji kasutery można z niej dowiedzieć się wszystkiego nie tylko o pochodzeniu tego ciasta, ale także o kulturze kulinarnej, tle historycznym i wymianie kulturowej pomiędzy Wschodem a Zachodem m.in. od pisarzy, historyków, ekspertów kulinarnych, folklorystów.

## Tōfu-kasutera
W południowej części prefektury Akita stworzono tōfu-kasutera („tofu castella”). Cukier, jajka i sól są dodawane do rozdrobnionego tofu, a następnie mieszane do uzyskania gładkiego kremu. Miękka, słodka przekąska została tak nazwana ze względu na podobieństwo do kasutery.
Castella jest często sprzedawana wstępnie pokrojona w pudełkach o długości ok. 30 cm. Chociaż świeżo upieczone ciasto jest kuszące, zaleca się pozostawienie ciasta zawiniętego na kilka dni przed spożyciem, aby było bardziej aromatyczne.

## Galeria

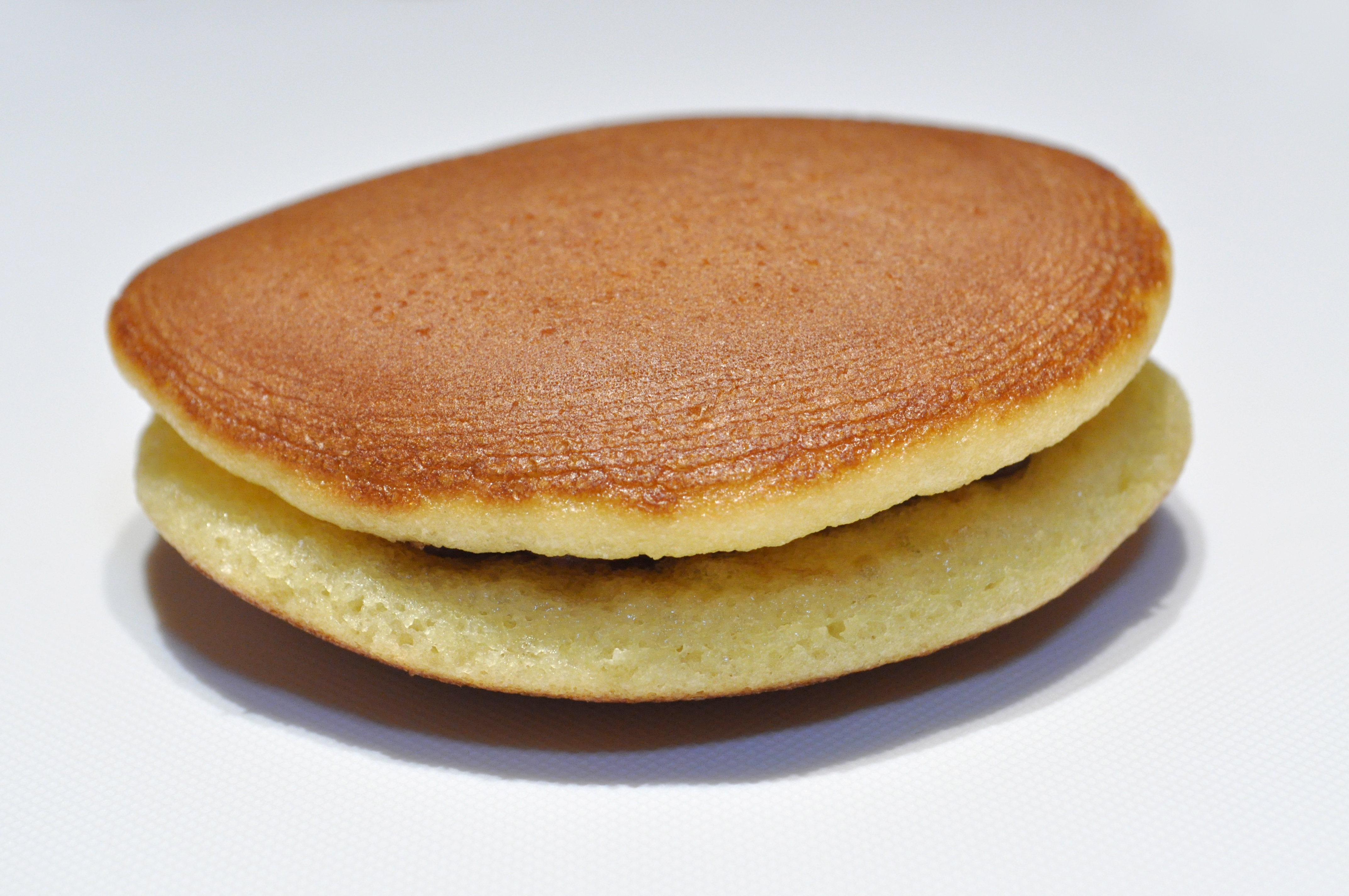
Dorayaki
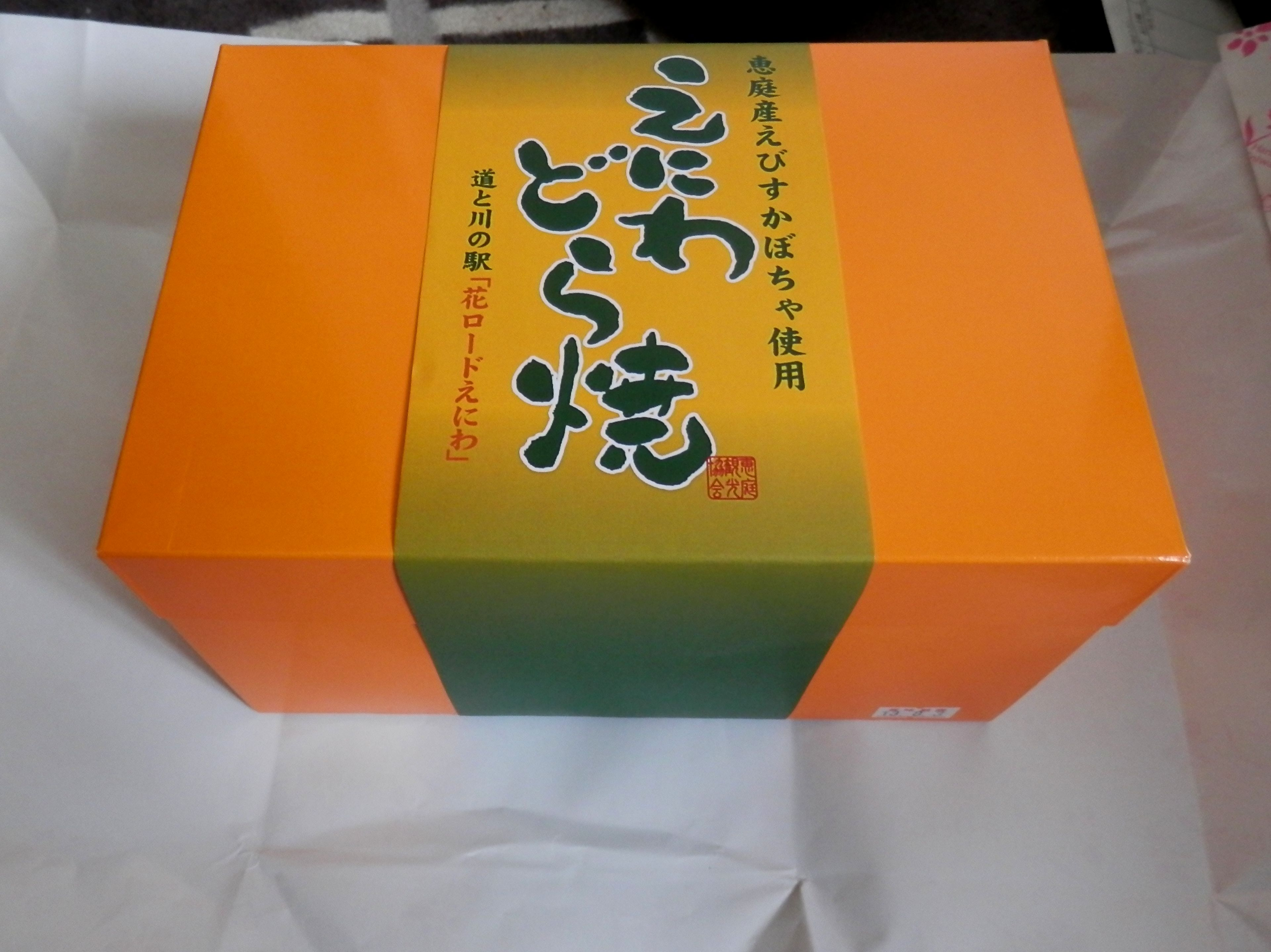
Dorayaki na prezent, z Eniwa na Hokkaido
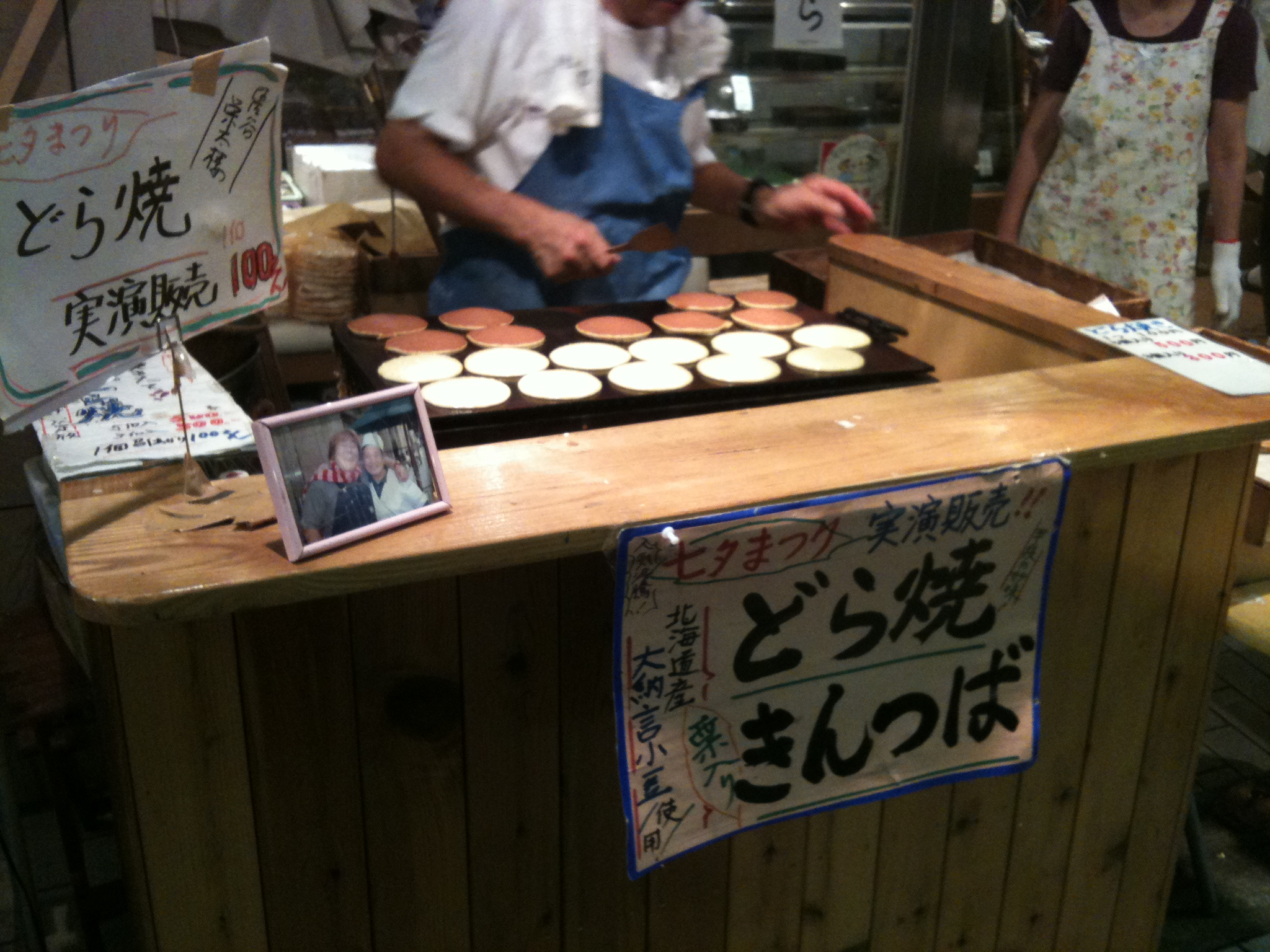
Dorayaki, kintsuba[b]
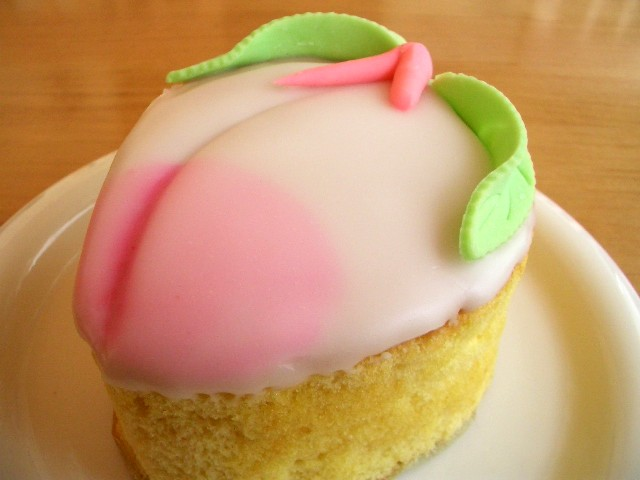
Kasutera zdobiona „brzoskwinią”
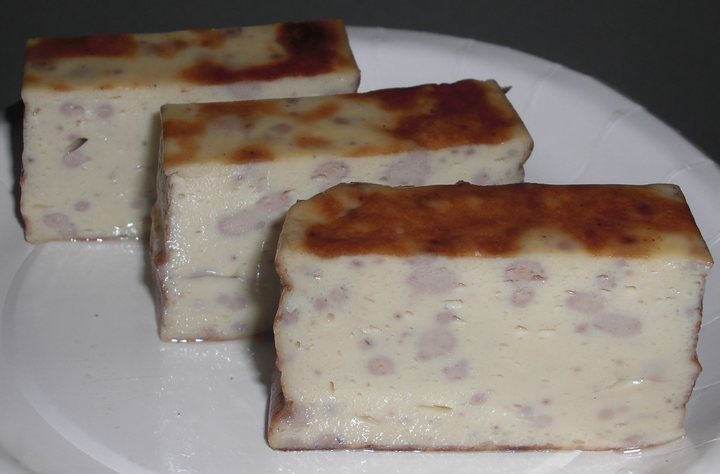
Tōfu-kasutera (tofu-castella)